# ألبرت إس. إيفانز
ألبرت إس. إيفانز (بالإنجليزية: Albert S. Evans)‏ هو مستكشف أمريكي، ولد في 1831، وتوفي في 1872.